# Rivière Goulet (vattendrag i Kanada, lat 46,23, long -72,07)
Rivière Goulet är ett vattendrag i Kanada.   Det ligger i provinsen Québec, i den sydöstra delen av landet, 290 km öster om huvudstaden Ottawa. Rivière Goulet ligger vid sjön Lac Paris.
Omgivningarna runt Rivière Goulet är en mosaik av jordbruksmark och naturlig växtlighet. Runt Rivière Goulet är det mycket glesbefolkat, med 7 invånare per kvadratkilometer.